# Estação Ecológica do Paraíso
A Estação Ecológica do Paraíso é uma Estação Ecológica estadual e está localizada nos municípios de Guapimirim e Cachoeiras de Macacu, ambos fazem parte da Região Metropolitana do Rio de Janeiro.

## Área
Estende-se por uma  área de cerca de 5.000 ha, criados através do Decreto Estadual nº 9.803 de 12 de março de 1987. Forma um contínuo florestal com a Serra dos Órgãos e com o Parque Estadual dos Três Picos.

## Clima
O clima é quente e úmido e a pluviosidade média anual é de 2.000 a 2.500 mm e a estação chuvosa de Dezembro a Janeiro.

## Relevo
O relevo é fortemente ondulado, ocorrendo algumas escarpas. As altitudes variam de 60 metros no sul, e 1.350 metros na Serra do Subaio.

## Hidrografia
Os principais rios são o Guapiaçu e seus afluentes, os rios Caboclo, Anil e Paraíso.